# Xi Wang-mu Tessera
La Xi Wang-mu Tessera è una struttura geologica della superficie di Venere.